# Janusz Panasewicz
Janusz Panasewicz, właśc. Jan Panasewicz (ur. 18 stycznia 1956 w Lipsku) – polski wokalista rockowy, frontman zespołu Lady Pank, autor tekstów utworów muzycznych. Uznawany za jednego z najważniejszych polskich wokalistów rockowych.

## Życiorys

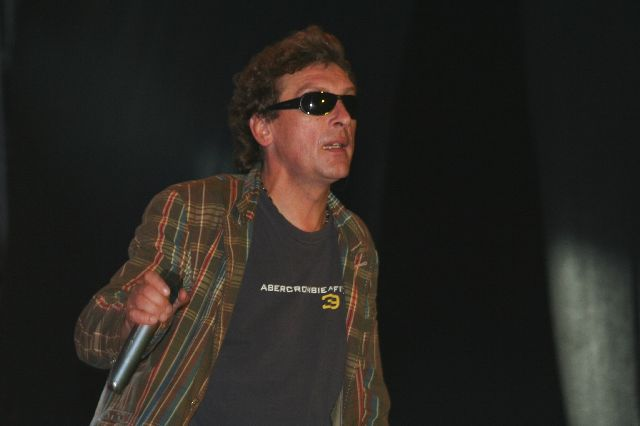
Janusz Panasewicz podczas koncertu, 2006

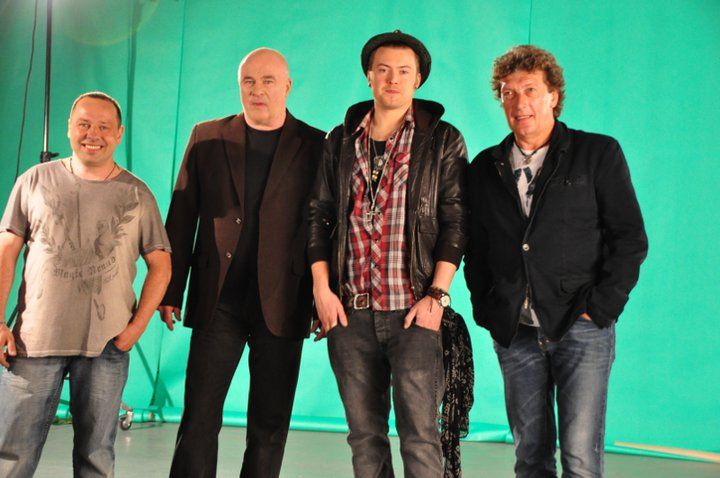
Artyści w trakcie realizacji projektu Mazury Cud Natury. Od lewej: Krzysztof Jaworski, Ryszard Rynkowski, Wojciech Łozowski, Janusz Panasewicz, 2012

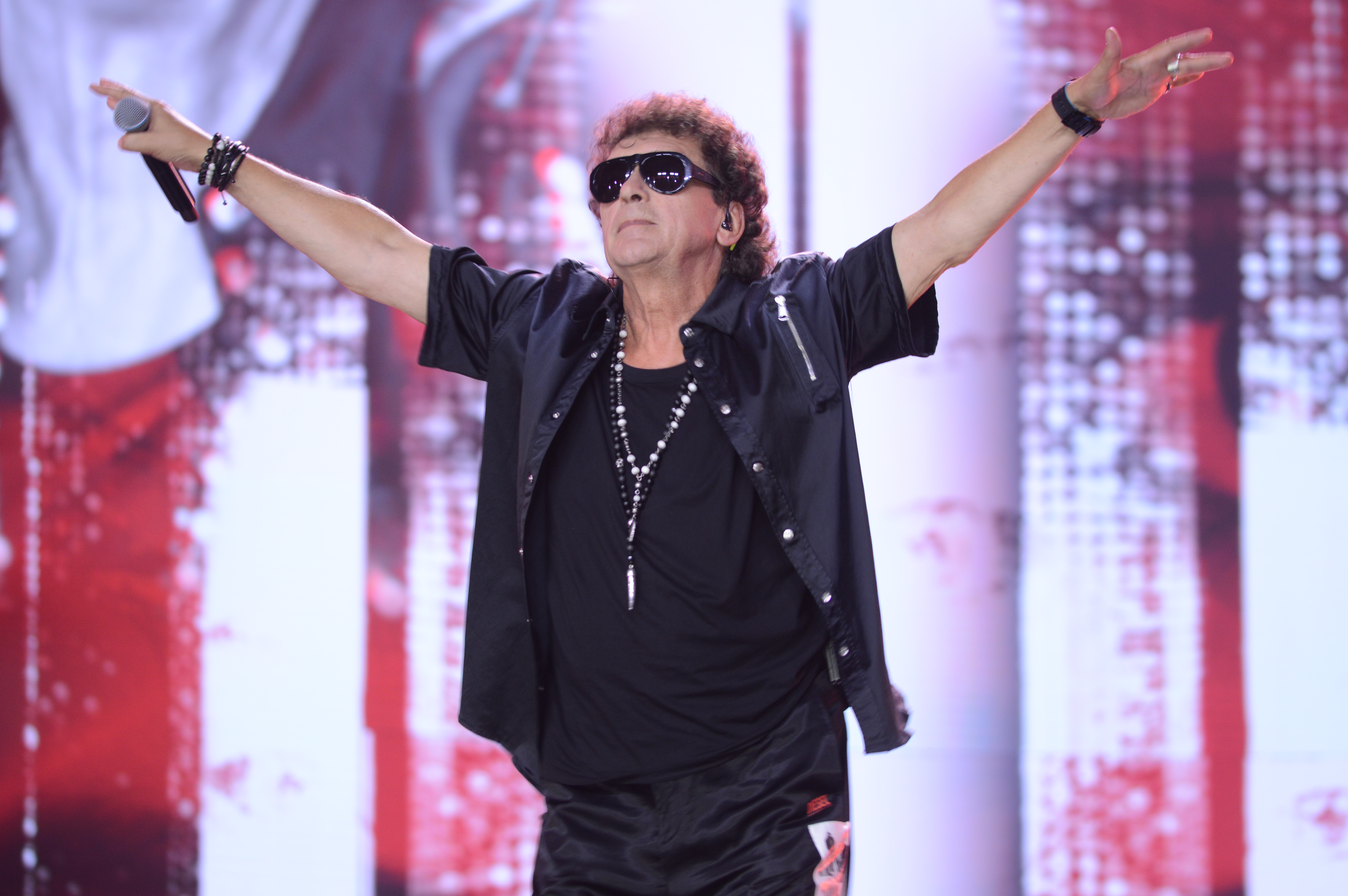
Janusz Panasewicz podczas występu z zespołem Lady Pank w ramach 55. edycji Festiwalu w Sopocie, Top of The Top Sopot Festival 2022

Urodził się w Lipsku, jest synem Tadeusza i Jadwigi Panasewiczów. Jego matka przez 40 lat śpiewała w chórze, a ojciec był naczelnikiem poczty. Ma dwóch braci: Józefa i Tomasza.
Zamieszkał z rodziną w Olecku, gdzie m.in. uczęszczał do szkoły podstawowej. Będąc uczniem ósmej klasy, amatorsko śpiewał i grał na gitarze w przerwach lekcyjnych. Jako nastolatek dorabiał, grając na weselach w charakterze perkusisty.
W 1973 za wykonanie utworu „Bradziaga” zajął szóste miejsce na Festiwalu Piosenki Radzieckiej w Zielonej Górze. W 1975 zdał maturę w Zespole Szkół Budowlano-Geodezyjnych przy ul. Słonimskiej w Białymstoku. Równolegle uczęszczał do ZSM im. Ignacego Paderewskiego w Białymstoku, gdzie śpiewu uczył go Karol Olszewski. Z Białymstokiem był związany do końca nauki w szkole średniej, mieszkał tam przez kilka lat.
Po ukończeniu szkoły średniej podjął pracę w Regionalnym Ośrodku Kultury „Mazury Garbate” w Olecku. W 1979 dołączył do zespołu Ogród Wyobraźni, jednak jeszcze tego samego roku zakończył z nim współpracę. Następnie, w trakcie odbywania zasadniczej służby wojskowej, przez dwa lata śpiewał w zespole wojskowym Desant, którego siedziba mieściła się w Lublinie. W czerwcu 1981 uczestniczył jako laureat w Jubileuszowym XX Konkursie Piosenki Radzieckiej w Zielonej Górze. Podczas trwania służby, za sprawą Andrzeja Mogielnickiego (z którego przyszłą żoną Urszulą śpiewał w Desancie), w 1982 trafił do grupy Lady Pank, której został wokalistą. Pierwszymi utworami, które zaśpiewał z Lady Pank, były: „Minus 10 w Rio” i „Tańcz głupia tańcz”. Po okresie protestów i odmowy śpiewania na Festiwalu Piosenki Żołnierskiej w Kołobrzegu z Desantem został karnie przeniesiony do jednostki wojskowej czołgowej w Sanoku. By uniknąć nieporozumień i mylenia go z liderem i gitarzystą zespołu Janem Borysewiczem, od czasu grania w Lady Pank posługuje się imieniem Janusz.
W 1983 nagrał debiutancki album studyjny z zespołem Lady Pank. W tym samym roku zdobył czołowe miejsca rankingów muzycznych w kategorii Najlepszy wokalista.
W pierwszej połowie lat 80. nagrał duet z Krystyną Prońko – „Firma ja i ty”. Utwór zadebiutował na Liście Przebojów Programu Trzeciego 5 stycznia 1985 i był pierwszym nagraniem artysty poza zespołem Lady Pank. W 1987 współtworzył projekt muzyczny Nasz Wspólny Świat, w którym nagrał partie wokalne do utworu „Stanie się cud” oraz wystąpił w serii koncertów charytatywnych. Został okrzyknięty wokalistą roku 1987 w rankingu tygodnika „Zarzewie” oraz zajął drugie miejsce w analogicznym plebiscycie organizowanym przez redakcję „Non Stop”.
W 1988 zadebiutował jako aktor epizodyczną rolą w Oszołomieniu Jerzego Sztwiertni. Poza tym wystąpił gościnnie w dwóch piosenkach („Brzydkie dzieci”, „Napolitano”) na albumie Piotra Zandera pt. Pora na seks.
W latach 1991–1994 w trakcie zawieszenia działalności Lady Pank mieszkał w Chicago oraz Nowym Jorku. Podczas pobytu w USA grał z Ryszardem Sygitowiczem i okazjonalnie występował z grupą Wander Band. W 1993 wystąpił gościnnie w ramach solowego koncertu Jana Borysewicza w Chicago, co finalnie przesądziło o reaktywacji zespołu.
Po powrocie do Polski, w 1994 reaktywował Lady Pank z Janem Borysewiczem. Tego samego roku ujawnił się jako autor tekstów na albumie Nana. Od tamtego momentu jest autorem tekstów piosenek na kilku płytach Lady Pank, w tym słów do utworów: „Młode orły”, „Nie chcę litości”, „Na granicy”, „Znowu pada deszcz”, „Słońcem opętani”, „Mój świat bez ciebie” czy „Do Moniki L.”, kompozycji stanowiącej ilustrację muzyczną do filmu Marka Koterskiego Ajlawju. W latach 90. m.in. nagrywał też z Robertem Gawlińskim („Choćby nie wiem co”) i występował gościnnie z Perfectem (koncertowe „Niewiele ci mogę dać”). W 1998 wykreował postać Antoniego, głównego bohatera filmu fabularnego Doroty Kędzierzawskiej Nic. W 1999 wraz z innymi wykonawcami brał udział w nagraniu piosenki „Z kopyta kulig rwie”. Kilkukrotnie zasiadał gościnnie w jury programu TVN Zostań Gwiazdą (emitowanego w latach 1998–1999). W 2004 nagrał w duecie z Kubą Molędą utwór „Już zawsze na zawsze” na potrzeby albumu pt. Kubuś Puchatek – piosenki ze Stumilowego Lasu.
W 2008 zaprezentował swój pierwszy solowy singel – „Po co słowa”. 19 września nakładem QL Music wydał solowy album, zatytułowany po prostu Panasewicz. Również w 2008 nagrał w duecie z Andrzejem Kraińskim z Kobranocki utwór „Jeżdżę na rezerwie”, który jednak nigdy nie doczekał się oficjalnego wydania. Rok 2009 spędził głównie na promowaniu na koncertach swojego solowego debiutu, pierwszy występ z premierowym materiałem dał 23 stycznia w Regionalnym Ośrodku Kultury „Mazury Garbate” w Olecku. 27 marca otrzymał tytuł „zasłużony dla miasta Olecka”. W 2011 wystąpił gościnnie w wielu nagraniach telewizyjnych (m.in. Szymon Majewski Show, Szansa na sukces i Po zmierzchu) oraz wziął udział w nagraniu utworu „Mazurski cud”, powstałego w ramach akcji „Mazury Cud Natury”, promującego region Mazur. Wiosną 2012 wziął udział w drugiej edycji programu Bitwa na głosy, wraz ze swoją drużyną z Olecka zajął czwarte miejsce, odpadając w 7. odcinku. W 2013 nagrał utwór „Kura” na potrzeby projektu „Zwierzaki – faceci dla dzieci”. 25 marca 2014 wydał drugi solowy album pt. Fotografie, do którego muzykę napisali John Porter oraz producent nagrań Jakub Galiński. 
W 2017 został jurorem piątej edycji programu talent show Idol. Tego samego roku wystąpił gościnnie w ramach koncertu 35-lecia zespołu T.Love podczas Polsat SuperHit Festival. W duecie z Muńkiem Staszczykiem zaśpiewał utwór „Autobusy i tramwaje”. Ponadto nagrał solowy utwór „Zmysłów taniec”, który finalnie nie doczekał się premiery.
23 sierpnia 2019 wystąpił jako gość Darii Zawiałow w ramach dziesiątej edycji trasy Męskie Granie. Nagrał z nią również utwór „Szarówka vol. 2”, który został umieszczony na reedycji albumu Helsinki. W tym samym roku wziął udział w nagraniu utworu „Zaprowadź do piekła (Cayenne)” jako gość duetu Wac Toja n Matheo. W 2020 zaśpiewał gościnnie w duecie z Kasią Kowalską w ramach jej koncertu z cyklu MTV Unplugged. Następnie, w 2021 wziął udział w trasie koncertowej Kowalskiej. W 2021 nagrał również utwór „Czarny Sport” do filmu pt. Żużel. 8 marca 2025 wystąpił gościnnie podczas koncertu zespołu Myslovitz w ramach z okazji trasy 25. rocznicy wydania albumu Miłość w czasach popkultury.

## Nagrody i odznaczenia

### Indywidualne
27 marca 2009 otrzymał tytuł „zasłużony dla miasta Olecka” i został odznaczony medalem w trakcie uroczystości.
20 lipca 2018, podczas 25. Przystanku Olecko, została odsłonięta ławka na której usadzona jest rzeźba Panasewicza. W uroczystym odsłonięciu pomnika brał udział sam artysta w towarzystwie rodziny oraz fanów. Pomnik stanowi formę wyróżnienia i podziękowania za całokształt twórczości muzyka, a także jedną z atrakcji turystycznych miasta.

### Z zespołem Lady Pank
W czerwcu 2007 wraz z zespołem Lady Pank odsłonił gwiazdę na Alei Gwiazd Festiwalu Polskiej Piosenki w Opolu. W 2016 podczas festiwalu Polsat SuperHit Festival odebrał nagrodę w postaci Bursztynowego Słowika. W 2024 zespół wystąpił z Januszem Panasewiczem jako wokalistą podczas KFPP w Opolu, w ramach którego otrzymał statuetkę SuperJedynki.

## Charakterystyka muzyczna i inspiracje
W młodości słuchał zespołów The Beatles, Led Zeppelin, Pink Floyd, UFO i Erica Claptona. Album Led Zeppelin II uważa za „najważniejszą płytę w życiu”. Cenił sobie również twórczość Ewy Demarczyk i Wojciecha Młynarskiego. Śpiewał poezję Konstantego Gałczyńskiego do długich suit z gatunku rocka progresywnego. W późniejszym czasie zainteresował się także muzyką zespołu The Rolling Stones i osobą Micka Jaggera.
W latach 80. XX w. zainteresował się grupami The Cars, The Cure i The Police. Doceniał też twórczość Michaela Jacksona, choć jak sam wyznał w jednym z wywiadów, nigdy nie był jego fanem. W wywiadzie dla magazynu Zarzewie przyznał, że jednym z jego największych idoli jest Jim Morrison z zespołu The Doors.
Na pierwszym solowym albumie Panasewicz (2008) umieścił głównie liryczne ballady, ale też m.in. elementy muzyki irlandzkiej. Jego drugi solowy album pt. Fotografie (2014) stanowi zwrot w kierunku klasycznego rocka, nawiązującego częściowo do muzyki lat 60. i 70.. Do aranżacji utworów użył m.in. organów Hammonda. Na płycie zamieścił m.in. utwory: „Tępy nóż” nawiązujący stylistycznie do zespołu Republika, „Co będzie gdy” wzbogacony o instrumenty smyczkowe i surf rockowy „Facet na plaży”.

## Wpływ na popkulturę
Uznawany za jednego z najważniejszych polskich wokalistów rockowych. Do inspiracji jego twórczością przyznaje się m.in. wokalista zespołu Video, Wojciech Łuszczykiewicz. 
W postać Janusza Panasewicza kilkukrotnie wcielali się uczestnicy programu show Twoja twarz brzmi znajomo, emitowanego w telewizji Polsat. Wcielili się w niego kolejno: Grzegorz Wilk (wykonał utwór „Mniej niż zero”), Marcel Sabat („Kryzysowa narzeczona”), Bogumił Romanowski („Zawsze tam, gdzie ty”), Kamil Pawelski („Zamki na piasku”), Robert Szpręgiel („Tańcz głupia, tańcz”), Piotr Stramowski („Marchewkowe pole”) i Damian Kret („Na co komu dziś”).

## Życie prywatne
W 1980 ożenił się z Bogusławą Ossowską, z którą ma syna Wojciecha (ur. 1980). Po rozwodzie związał się z Ewą Smolarczyk, z którą ma synów-bliźniaków – Brunona i Juliusza (ur. 2007).
Pasjonat piłki nożnej. W 2009 był felietonistą „Magazynu Futbol”, a w 2013 ambasadorem „Fundacji Kibica”. Występował w charakterze komentatora w programie As Wywiadu oraz programach kanału Polsat Sport. W 2018 został ekspertem telewizyjnym stacji Polsat Sport Premium, dla której komentuje spotkania piłkarskiej Ligi Mistrzów. Fanatyk FC Barcelony i kibic Legii Warszawa. Ceni sobie również Jagiellonię Białystok. W 2020 był gościem programu Hejt Park w dobrym składzie, podczas którego udzielił odpowiedzi na wiele pytań dotyczących sportu. Prócz piłki nożnej lubuje się w koszykówce i łyżwiarstwie.

## Kontrowersje
9 czerwca 2007 na koncercie w Pruszczu Gdańskim, będąc w stanie nietrzeźwości (wskazano 1,8 promila alkoholu w jego krwi), rzucił butelką w 24-letnią fotoreporterkę. We wrześniu 2008 Sąd Rejonowy w Gdańsku ukarał go grzywną w wysokości 13 tys. zł na rzecz poszkodowanej i 3 tys. zł kosztów sądowych. W marcu 2009 gdański sąd rejonowy ukarał go także naganą za wulgarne zwracanie się do publiczności podczas tego samego koncertu.
W 2014 wystąpił nietrzeźwy podczas koncertu w Tarnobrzegu w ramach cyklu Lato z Radiem, na którym fałszował i mylił słowa własnych piosenek. Zachowanie wokalisty wywołało krytykę w mediach. Muzyk publicznie wystosował przeprosiny, a ostatecznie rzucił alkohol. Deklaruje się jako abstynent.

## Dyskografia

### Albumy solowe
| Rok  | Tytuł                                                              | Pozycja na liście |
| Rok  | Tytuł                                                              | POL               |
| ---- | ------------------------------------------------------------------ | ----------------- |
| 2008 | Panasewicz - Data: 19 września 2008 - Wydawca: QL Music            | 12                |
| 2014 | Fotografie - Data: 25 marca 2014 - Wydawca: Universal Music Polska | 8                 |

#### Notowane utwory
| Rok  | Tytuł                                   | Pozycja na liście | Album           |
| Rok  | Tytuł                                   | LP3               | Album           |
| ---- | --------------------------------------- | ----------------- | --------------- |
| 1985 | „Firma „Ja i Ty” (oraz Krystyna Prońko) | 14                | Firma „Ja i Ty” |
| 2008 | „Obudź się”                             | 32                | Panasewicz      |

#### Inne
| Rok  | Tytuł                                         | Utwór/Uwagi                                                  |
| ---- | --------------------------------------------- | ------------------------------------------------------------ |
| 1987 | Nasz wspólny świat – Stanie się cud           | - singel                                                     |
| 1988 | Piotr Zander – Pora na seks                   | - wokal w utworach: „Napolitano” i „Brzydkie dzieci”         |
| 1990 | Krystyna Prońko – Firma „Ja i Ty”             | - duet w utworze „Firma „Ja i Ty”                            |
| 1997 | Różni wykonawcy – Być wolnym                  | - Janusz Panasewicz, Robert Gawliński – „Choćby nie wiem co” |
| 1998 | Kubuś Puchatek – Piosenki ze Stumilowego Lasu | - Janusz Panasewicz, Jakub Molęda – „Już zawsze na zawsze”   |
| 2003 | Spotkania z kulturą muzyczną                  | - Quligowscy – „Z kopyta kulig rwie”                         |
| 2008 | Kobranocka – Cisi mnisi                       | - wokal w utworze „Jeżdżę na rezerwie”                       |
| 2019 | Wac Toja n Matheo – Ostry sos                 | - wokal w utworze „Zaprowadź do piekła (Cayenne)”            |
| 2020 | Daria Zawiałow – Helsinki Special Edition     | - wokal w utworze „Szarówka vol. 2”                          |
| 2022 | ForevaYang – Fuck You                         | - wokal w utworze „Fuck You – na zawsze młody”               |

## Filmografia
Źródło: 

### Role filmowe
- 1984 – To tylko Rock (reż. Paweł Karpiński)
- 1988 – Oszołomienie (reż. Jerzy Sztwiertnia) w roli piosenkarza
- 1998 – Nic (reż. Dorota Kędzierzawska) w roli Antoniego
- 2003 – Segment '76 (reż Oskar Kaszyński) w roli barmana
- 2014 – Kino (reż. Magdalena Wleklik, Tomasz Lechicki) w roli Arnolda – 39. Festiwal Filmowy w Gdyni

### Role serialowe
- 2008 – 39 i pół – gościnnie, jako sprzedawca w sklepie muzycznym, Blitza
- 2010 – Licencja na wychowanie – jako były mąż Weroniki[106][107]
- 2023 – Rafi – gościnnie, jako on sam[108]

### Ścieżka dźwiękowa
- 1984–1989 – O dwóch takich co ukradli księżyc – wykonania wokalne (z zespołem Lady Pank)
- 1995 – Cisza (reż. Paweł Trzaska) – słowa piosenek
- 1999 – Ajlawju (reż. Marek Koterski) – wokal w utworze „Do Moniki L.”[109]
- 2019 – Władcy przygód. Stąd do Oblivio (reż. Tomasz Szafrański) – wokal w utworze „To rock’n’roll”[110][111]
- 2021 – Żużel (reż. Dorota Kędzierzawska) – wokal w utworze „Czarny sport”[112][113]